# Gila orcuttii
Gila orcuttii är en fiskart som först beskrevs av Eigenmann och Eigenmann, 1890.  Gila orcuttii ingår i släktet Gila och familjen karpfiskar. Inga underarter finns listade i Catalogue of Life.